# ليو فون كابريفي
ليو (أو ليوبولد) فون كابريفي (بالألمانية: Leopold von Caprivi) قائد عسكري ألماني (24 فبراير 1831-6 فبراير 1899). تولى منصب المستشار في الإمبراطورية الألمانية من 20 مارس 1890 إلى 26 أكتوبر 1894.